# Choćmirowo (przystanek kolejowy)
Choćmirowo – nieistniejący przystanek osobowy w Choćmirowie, w województwie pomorskim, w Polsce.